# Moianès
Moianès Spanyolországban, Barcelona tartományban található comarca. Moianès Osona, Vallès Oriental, Vallès Occidental, Bages és Lluçanès comarcákkal határos. Lakosainak száma 14 790 fő (2024).

## Önkormányzatai
- Calders
- Castellterçol
- Castellcir
- Collsuspina
- Granera
- L'Estany
- Monistrol de Calders
- Sant Quirze Safaja
- Santa Maria d’Oló
- Moià